# بنانا بوت
 بنانا بوت( موز قایقی)(به انگلیسی: Banana Boat) یک دسر امریکایی است که در آن موز از دراز بریده شده را با مارشمالو و شکلات پر می‌کنند. سپس آن را در ورق الومینیومی پیچیده و آن را روی خاکستر آتش اردو می‌پزند. گاهی قبل از پختن روی آن کارامل هم اضافه می‌کنند.

## جستارهای برجسته
اس‌مور
مون پای